# Clusiodes usikumuri
Clusiodes usikumuri är en tvåvingeart som beskrevs av Masahiro Sueyoshi 2006. Clusiodes usikumuri ingår i släktet Clusiodes och familjen träflugor. Inga underarter finns listade i Catalogue of Life.